# Vierge au lys (Delaplanche)
La Vierge au Lys est une sculpture en marbre sur socle réalisée en 1878 par le sculpteur français Eugène Delaplanche. La statue, dépeignant une Vierge tenant entre ses mains un lys, est exposée au Salon peinture et de sculpture de 1878, où elle remporte la médaille d'honneur. Elle est actuellement exposée au Musée d'Orsay, à Paris.

## Histoire
Delaplanche fait partie d'un groupe de jeunes sculpteurs qui à l'époque reste un peu en retrait. En 1878, date de création de l'œuvre, elle est acquise par le salon de 1878, puis est transférée la même année au Musée Fabre de Montpellier. Elle est ensuite amenée à partir de 1889 au musée du Luxembourg, à Paris. L'œuvre est exposée au musée du Louvre en 1926 avant d'être affectée en 1986 au musée d'Orsay, dans lequel elle demeure actuellement. 
Elle est exposée sur le Champ-de-Mars durant l'Exposition Universelle de Paris de 1889. 

## Description
La sculpture, d'iconographie biblique, représente la Vierge debout, voilée, tenant entre ses mains un lys. L'artiste signe « E. Delaplanche 1878 » sur le socle de l'œuvre, sur lequel on peut aussi lire « MARIA MATER SANCTA ». L'œuvre mesure 199,8 cm de hauteur, 60,0 de largeur et 61,0 de profondeur. 
L'œuvre est dominée par la douceur : le corps s'appuie avec légèreté sur sa jambe gauche. L'expression grave du visage de la vierge permet à son auteur d'éviter de lui donner un aspect puéril et mièvre. Certains critiques contemporains lui trouvent un air d'abattement, de torpeur ou même de désillusion.
Un critique dit de l'œuvre : « C'est une chose exquise de sentiment mystique que cette Vierge au lys. Fra Angelico n'a rien rêvé de plus pur et Donatello n'a rien fait de plus candide ».